# 兵庫県公安委員会
兵庫県公安委員会（ひょうごけんこうあんいいんかい）は、兵庫県警察を管理するため兵庫県知事所轄の下に設置される行政委員会である。5人の委員で組織される。所在地は神戸市中央区下山手通5丁目4番1号である。

## 委員
- 委員長
  - 大内ますみ
- 委員
  - 尾上広和
  - 澤田隆
  - 小西新右衛門
  - 勝田仁美

## 下部組織
- 兵庫県警察